# Femme Fatale (sång)
Femme Fatale är en sång av The Velvet Underground, utgiven på albumet The Velvet Underground and Nico 1967, med Nico som sångare. Den släpptes även på singel tillsammans med "Sunday Morning"i december 1966. Sången skrevs av Lou Reed om Edie Sedgwick, en av Andy Warhols superstars.
Liveversioner av Velvet Underground finns på albumen 1969: The Velvet Underground Live och Live at Max's Kansas City, med sång av Lou Reed, samt på Live MCMXCIII med sång av John Cale. Coverversioner har bland annat spelats in av Big Star, på albumet Third/Sister Lovers, av R.E.M., på Dead Letter Office, och av Duran Duran, på deras självbetitlade album från 1993.